# Parecon
Deltagarekonomi eller Participatory economics på engelska, ofta förkortat parecon, är ett ekonomiskt system som har föreslagits av aktivisten och politiske teoretikern Michael Albert och den radikale nationalekonomen Robin Hahnel. Modellen använder sig av deltagande beslutsfattande som en ekonomisk mekanism för att vägleda produktion, konsumtion och resursallokering i ett givet samhälle. Det har beskrivits som ”en anarkistisk ekonomisk vision”, och föreslås som ett alternativ både till samtida kapitalistiska marknadsekonomier och centralplanerad statssocialism och kan anses vara en form av socialism eftersom gemensamt ägande av produktionsmedlen är en del av modellen.
De grundläggande värderingar som deltagarekonomi söker att implementera är rättvisa, solidaritet, mångfald, självförvaltning och effektivitet. (Effektivitet betyder att uppnå mål utan att misshushålla med resurser.) Detta skall uppnås främst genom följande principer och institutioner:
- arbetsplats- och konsumentråd vars beslutsfattande grundas på självförvaltning,
- balanserade arbetskomplex,
- ersättning utifrån ansträngning och uppoffring, och
- deltagarplanering

Albert och Hahnel understryker att parecon endast avser att ta sig an en alternativ ekonomisk teori och måste kompletteras med lika viktiga alternativa visioner för politik, kultur och släktskap/genus.

## Principer för beslutsfattande
Ett av parecons mest framträdande principer är att alla personer skall ha inflytande över beslut i proportion till den grad som de påverkas. Denna princip för beslutsfattande brukar benämnas självförvaltning. I deltagarekonomi utgör detta en ersättning för det konventionella ekonomiska begreppet ekonomisk frihet, vars vaghet har inneburit att det missbrukas av kapitalistiska ideologer, enligt Albert och Hahnel. 

## Arbete i en Deltagarekonomi

### Ett demokratiskt arbetsliv
Arbetare i en Deltagarekonomi fattar beslut på arbetsplatsen i enlighet med ovan nämnda princip för beslutsfattande, där arbetare har inflytande i proportion till den utsträckning som de påverkas av ett beslut. Arbetsplatsbeslut kan fattas med majoritetsbeslut, där det krävs 50 % majoritet. Ibland kan det finnas behov av en högre procentandel, såsom till exempel 2/3 majoritet, eller 80 %, eller till och med konsensus. Exempelvis, ett beslut om en uppgradering av en produktionsanläggning som skulle ta mycket tid och ansträngning i anspråk av alla arbetare kanske kräver en större majoritet än 50 % eftersom arbetare potentiellt skulle påverkas negativt av beslutet. Ett annat exempel är beslut som innebär fördelar men som är riskfyllda, som till exempel att resa en bjälke vid ett brobygge vilket kan försätta arbetare i fara men som innebär att bron kan byggas snabbare. Ett sådant beslut kan tyckas kräva konsensus bland de berörda arbetarna så att varje arbetare har vetorätt med hänvisning till faran. Enskilda arbetares personliga beslut, som till exempel att sätta upp fotografier på deras skrivbord kräver naturligtvis ingen omröstning alls eftersom det bara påverkar en individ.

### Balanserade arbetskomplex
Vissa arbetsuppgifter och anställningar är mer komfortabla än andra, och vissa arbetsuppgifter och anställningar uppfattas som mer maktbefrämjande än andra. I syfte att uppnå en rättvis arbetsdelning föreslås därför att varje individ utför en uppsättning arbetsuppgifter vilka sammantaget ger en genomsnittlig nivå vad gäller komfort och maktbefrämjande. De huvudsakliga målen är att lösa upp ekonomiska hierarkier, att skapa en enda klass av arbetare, och att ge alla samma förutsättningar att bidra till arbetsplatsens utveckling. Hahnel och Albert menar att utan balanserade arbetskomplex kommer de med maktbefrämjande arbetsuppgifter, såsom bokföring eller arbetsledning, vara kapabla att formulera planer och strategier medan övriga, såsom till exempel vaktmästare inte kommer att utveckla dessa förmågor och inte heller utbildas för detta. Utan balanserade arbetskomplex skulle de arbetare utan maktbefrämjande arbetsuppgifter med största sannolikhet hamna i en situation där de bara ratificerar förslag från andra ”auktoriserade” arbetare, och de skulle ha liten anledning att närvara vid möten. 
Ett exempel på ett balanserat arbetskomplex skulle kunna vara en anställd på ett bokförlag vars uppsättning av uppgifter inkluderar redigering av böcker (maktbefrämjande), städning (ej maktbefrämjande) och andra uppgifter såsom leverera böcker med truck (någonstans mittemellan). Tidshorisonten under vilken arbetsuppgifter ska balansera kan variera, i vissa fall utförs olika uppgifter under en arbetsvecka, i andra fall kanske en typ av uppgift utförs under flera månader, till exempel arbete på en oljerigg, varefter andra mer maktbefrämjande arbetsuppgifter utförs under flera månader. Ett grovt numeriskt värderingssystem behöver utvecklas vilket graderar varje typ av arbetsuppgift i ekonomin utifrån dess uppskattade grad av maktbefrämjande. 

### Kompensation för ansträngning och uppoffring
Albert och Hahnel menar att det är orättvist och ineffektivt att kompensera människor på grund av deras arv, egendom, eller deras medfödda intelligens. Därför är en grundläggande princip i en deltagarekonomi att ersätta ansträngning och uppoffring. Till exempel skulle arbete inom gruvdrift – vilket är både farligt och obekvämt – betalas bättre per tidsenhet än kontorsarbete och på detta sätt tillåta gruvarbetaren att arbeta färre timmar för samma ersättning, och bördan av farliga och mödosamma arbeten att delas av befolkningen.
Utöver detta skulle en deltagarekonomi ge ett visst utrymme för undantag från ”kompensation för ansträngning” principen. Människor med handikapp, barn, gamla, skröpliga och arbetare som befinner sig i en befogad övergångssituation kan ersättas utifrån behov. Varje kapabel vuxen är dock skyldig att utföra en viss mängd arbete till nytta för samhället som ett krav för att erhålla ersättning, om än i ett sammanhang där samhället tillhandahåller fri sjukvård, utbildning, arbetsträning och där det finns frihet att välja mellan flera olika demokratiskt strukturerade arbetsplatser med anställningar som är balanserade med avseende på önskvärdhet och maktbefrämjande.
Utgångspunkten för alla arbetares inkomst i en deltagarekonomi är att alla ska ha tillgång till en lika stor andel av samhällets totala produktion. Från denna utgångspunkt kan den personliga inkomsten som ska täcka privata utgifter och rätt till konsumtion av kollektiva varor, förväntas skilja sig åt i en begränsad utsträckning till följd av de val som enskilda arbetare gör med avseende på balansen mellan arbete och ledighet, och till följd av olika nivåer av fara och ansträngning i de olika anställningarna som beslutas av de närmaste arbetskamraterna.

## Allokering i en Deltagarekonomi

### Konsument- och arbetsplatsråd
Albert och Hahnel föreslår skapandet och organiseringen av konsument- och producentråd i syfte att implementera den ovan beskrivna principen för beslutsfattande, dvs. självförvaltning. Många individer kommer att delta i båda typer av råd. Konsumentråd fungerar som organ för beslutsfattande avseende konsumtionsplanering, och producentråd – som är sammanslagningar av flera arbetsplatsråd – fungerar som organ för beslutsfattande för produktionsplanering.
Geografiskt kommer förmodligen konsumentråden att organiseras inom samma grannskapsråd, distriktsråd, stads- eller regionalråd och landsråd som används vid politiskt beslutsfattande genom parpolity – parecons politiska motpart. Beslut kommer att fattas genom antingen konsensus, majoritetsbeslut eller genom andra metoder som är kompatibla med självförvaltningsprincipen. Den mest passande metoden beslutas av varje enskilt råd.
Lokala beslut såsom till exempel byggandet av en lekplats kan tas i distrikts- eller stadskonsumentråd bestående av roterande delegater, förmodligen i samspel med både stads- och landsomfattande produktionsråd. Beslut som berör ett helt land, såsom till exempel byggandet av ett höghastighets masstransportsystem skulle komma att diskuteras i det landsomfattande konsumentrådet, förmodligen i samspel med den stads producentråd där det aktuella materialet produceras, eller landsomfattande eller internationella producentråd.
Producentråden kommer sannolikt korrespondera med arbetsplatsråd och med grupperingar av liknade arbetsplatser på successivt större geografiska och branschspecifika nivåer.

### Understödsnämnder
Understödsnämnder För Iterationer (UFI:s) fungerar som samordningscentraler för konsument- och producentråd och är den mekanism med vars hjälp den ekonomiska allokeringen mejslas fram, beslutas och implementeras.
Understödsnämnder tillkännager i ett första läge en uppsättning indikativa priser som arbetare och konsumenter använder sig av, både individuellt och genom råd på olika nivåer, för att upprätta produktions- och konsumtionsförslag. Förslag kan principiellt upprättas både individuellt och kollektivt, i råd på olika nivåer. När alla förslag har avlämnats i den aktuella planeringsrundan så aggregerar UFI:s dessa med avseende på olika kategorier av varor och tjänster – såväl insatsvaror till produktionsprocesser som konsumentvaror – för att fastställa om jämvikt mellan utbud och efterfrågan råder. Om utbud och efterfrågan inte är i jämvikt för varje vara och tjänst, reviderar UFI uppsättningen av indikativa priser. Processen upprepas i återkommande planeringsrundor till dess att en konsekvent uppsättning produktions- och konsumtionsplaner nås. 
I fall av oförutsedda händelser mellan två planeringsprocedurer ansvarar UFI:s för att justera priser och produktionskvoter utifrån fastställda riktlinjer.

### Deltagarplanering
Deltagarplaneringsproceduren är en årligen återkommande händelse där invånarna samverkar för att besluta vilka och hur många varor som ska produceras. Vid starten för ett års planeringsprocedur gäller de priser för varor och tjänster som beslutades i den föregående planeringsproceduren, med eventuella justeringar av understödsnämnder till följd av oförutsedda omständigheter som har påverkat produktionskvoterna under det gångna året. Efter det att en deltagarplaneringsprocedur är avslutad uppdateras alla priser till nya basvärden som eventuellt kommer att justeras ytterligare av nämnderna allteftersom oförutsedda händelser inträffar.
Dessa priser representerar de uppskattade marginalvärdena för samhällets alternativkostnader för alla varor och tjänster. Under planeringsproceduren ska priserna inte bara spegla förslagens totala utbud och efterfrågan utan även sociala och ekologiska kostnader för att producera en vara. Exempelvis åläggs en vara vars tillverkning medför luftföroreningar automatiskt en kostnad för detta till följd av planeringsproceduren, vilket motverkar överkonsumtion.
Medborgarna svarar på understödsnämndernas nya prisuppskattningar genom att utifrån dessa uppskattningar justera sina personliga konsumtionsförslag, och genom att delta i formuleringen av kollektiva konsumtionsförslag i deras grannskap, distrikt, kommun, provins och nation. Ett personligt konsumtionsförslag är en prognos upprättad av varje medborgare över de varor och tjänster som hon/han planerar att konsumera under det kommande året. Olika statistiska hjälpmedel kan underlätta detta arbete. Kollektiva konsumtionsförslag skapas av medborgare som upprättar förslag för ett vidare geografiskt område (till exempel fritids på kommunnivå eller ett nytt kraftverk på provinsnivå) och föreläggs en understödsnämnd. Olika understödsnämnder har till uppgift att var behjälpliga när de olika deltagarna i planeringsprocessen upprättar sina förslag så att de utformas på ett hanterbart sätt.
Samtidigt svarar arbetsplats- och producentråd med produktionsförslag som visar vad de vill producera och vilka insatsvaror och kapital som de anser sig behöva för detta, samt eventuella uppgraderingar och innovationer som de vill göra. Understödsnämnder beräknar därefter utbuds- och efterfrågeöverskott och justerar utifrån dessa beräkningar de indikativa priserna för varje produkt. Konsument- och arbetsplatsråden justerar sina förslag utifrån de nya indikativa priserna där vissa varor har blivit dyrare och andra billigare. 
För att en genomförbar plan ska nås inom en acceptabel tidsrymd kan man komma att behöva använda fördefinierade regler med vars hjälp man underlättar att en jämviktsituation nås. Man kan exempelvis inskränka möjligheterna att justera förslag ju längre proceduren har pågått så att senare förslag bara får avvika med en viss procent jämfört med det tidigare förslaget.
Understödsnämnderna skulle fungera i enlighet med en maximal nivå av öppenhet och endast inneha en mycket begränsad makt att medla, och vara underställda de deltagande råden. De verkliga besluten avseende formulering och implementering av planen tas av råden.

### Pengar i en deltagarekonomi
Pengar i en deltagarekonomi skulle vara mer besläktat med ett bokföringssystem än med valutor i traditionell mening. Pengasystemet så som det existerar i dag skulle avskaffas och ersättas med ett system av personliga vouchers eller ”kreditkort” som inte kan transfereras mellan konsumenter, och som bara kan användas för inköp av varor vid inköpsanläggningar.
Elektroniska tillgodohavanden tilldelas arbetare som ersättning för deras arbete. Ju mer ansträngning och uppoffring desto större tillgodohavande. Detta kan sedan användas för inköp av varor och tjänster. När ett tillgodohavande används för inköp så dras det av från konsumentens totala saldo, utan att tillfalla någon bank eller liknande. Det skulle inte finnas några kreditinstitut i kapitalistisk mening. Det skulle dock finnas en möjlighet att öka sitt tillgodohavande för en större konsumtion under enskilda år med hjälp av räntefria lån från andra konsumenter via en passande nämnd, med ett åtagande att konsumera mindre under kommande år.

## Vanlig kritik och dess bemötande

### För mycket administration
En potentiell kritik av parecon är att det skulle innebära en ökad byråkrati och försvåra beslutsfattande inom rimlig tid. Parconförespråkare menar att kapitalistiska ekonomier knappast är fria från byråkrati, med omfattande administration inom företag och statsapparat. I en parecon skulle det inte finnas några banker, reklamindustri, aktiehandel, kreditkortsföretag etc. vilket skulle frigöra stora resurser i form av arbetskraft mm. som skulle kunna tillägnas uppgifter inom understödsnämnder. Albert och Hahnel menar att på det stora hela skulle lika många arbetare ägna sig åt byråkratiska uppgifter i en parecon som i en kapitalistisk ekonomi.

### För många möten
Parecon synes kräva att samtliga arbetare måste närvara på alltför många möten. På de enskilda arbetsplatserna kommer arbetare som i ett kapitalistiskt samhälle aldrig, eller nästan aldrig deltar i möten att närvara vid återkommande möten. Hahnel och Albert menar att kapitalistiska samhällen är mötesintensiva och understryker att det i dessa samhällen finns arbetare som i princip inte gör något annat än deltar i möten. Den totala mötestiden i en deltagarekonomi kommer förmodligen att ungefärligen motsvara den totala mötestiden i ett kapitalistiskt samhälle men fler människor kommer att delta och de arbetare som tillbringar mycket tid i möten i ett kapitalistiskt samhälle kommer jämförelsevis att delta mycket mindre. 

### Effektivitetsförluster
Det finns flera sätt på vilka en deltagarekonomi potentiellt skulle kunna leda till ineffektivitet. Experter och extraordinära arbetare (till exempel kirurger och vetenskapsmän) skulle inte arbeta med sina huvuduppgifter på heltid. Detta innebär troligen en effektivitetsförlust men uppvägs av att fler människor får tillfälle att utveckla sina talanger för komplicerade arbetsuppgifter och av att motivationen för att utföra ett bra jobb ökar hos de arbetare som i en kapitalistisk ekonomi är omotiverade, eftersom alla får tillgång till en uppsättning av arbetsuppgifter som är maktbefrämjande. En annan möjlig effektivitetsförlust är färre innovationer, till följd av att uppfinnare inte får dra fördel av patent på sina innovationer. Här antas att den enda motivationen för att uppfinna är monetär, vilket naturligtvis är diskutabelt. I en deltagarekonomi skulle innovatörer av användbar teknologi erhålla samhällets hyllningar och tacksamhet. Till sist, i en deltagarekonomi skulle inget arbete förspillas på marknadsföring eller bankverksamhet vilket skulle frigöra mycket arbetskraft – ytterligare en effektivitetsvinst.

### Understödsnämnderna utvecklas till en elitklass
Medlemmar av understödsnämnder kommer att inneha mycket viktiga roller i samhället med syfte att underlätta ekonomiska beslut och man kan tänka sig att det finns en risk att de gradvis ”tar över” en deltagarekonomi. Det är dock relativt enkelt att hantera denna risk genom att kräva att medlemmarna aldrig kan hantera förslag som påverkar deras egna regioner. Medlemmarna arbetar dessutom i balanserade arbetskomplex där de även utför arbetsuppgifter som inte är maktbefrämjande och understödsnämndernas möten kommer att vara öppna för allmänhetens insyn.

### Mänskligheten är självisk till sitt väsen
Den mänskliga naturen anses ofta som alltför självisk och underutvecklad för att en deltagarekonomi skulle kunna fungera. En grundläggande filosofi bakom deltagarekonomin är att människor påverkas av omvärlden och att de gör själviska saker i stor utsträckning till följd av de institutioner som deras samhälle består av. I ett kapitalistiskt samhälle kommer till exempel ett företag som bemödar sig om att värna miljön troligen att bli utkonkurrerat av rivaliserande företag, och ett företag som ersätter sina arbetare alltför bra att missgynnas jämfört med företag som minimerar löner. Ett avskaffande av dessa institutionella faktorer bör väsentligen reducera sådana antisociala beteenden, menar Hahnel och Albert. Det noteras vidare att trots de kapitalistiska institutionernas uppmuntran till själviskt beteende så ger många människor till välgörenhet och andra sådana syften. Det enda sättet att berika sig monetärt i en deltagarekonomi är att arbeta hårt och att gynna samhället i stort.

### Förlust av torgmarknader och liknande lokalkultur
Bondemarknader, garageförsäljningar, loppmarknader, och till och med individuell gatuförsäljning av personliga tillhörigheter eller egentillverkad konst/hantverk skulle vara ohållbart i en deltagarekonomi. Gatuartister som uppträder för småpengar skulle försvinna och därmed utarma den lokala kulturen. Om människor vill att gatuartister ska liva upp deras städer kan de däremot anställa och betala arbetare för att utföra sådana uppgifter. Direkt byteshandel skulle också vara möjligt.

### Prisfluktuationer
Det har debatterats huruvida en deltagarekonomi skulle vara kapabel att justera priser till följd av efterfrågeförändringar och andra faktorer som förändrar den plan som blivit resultatet från deltagarplaneringsproceduren. Albert och Hahnel har argumenterat för att detta kan göras effektivt. Understödsnämnder skulle vara ansvariga för att med jämna mellanrum övervaka produktionsstörningar, förändringar i efterfrågan, miljökatastrofer etc. och förändra priser för att spegla detta. Ett sätt att göra detta skulle kunna vara att justera priserna periodvis utifrån riktlinjer som fastställts av råden, allteftersom händelser inträffar. Hahnel och Albert noterar att marknader knappast justerar priser omedelbart och framhåller att en deltagarekonomi skulle vara förmögen att prestera lika bra i detta avseende, eller till och med bättre.

## Opposition mot centralplanering och kapitalism
Avseende informationsflöde och incitament skiljer sig deltagarekonomi markant från centralplanering enligt Robin Hahnel. ”Procedurerna är helt olika varandra och incitamenten är helt annorlunda. En viktig aspekt där deltagarekonomi skiljer sig från centralplanering är att deltagarekonomin är incitamentskompatibel, dvs. agenterna i ekonomin motiveras att lämna sanningsenliga uppgifter i stället för att förvränga kapaciteter eller preferenser. Hahnel har även skrivit utförligt om deltagarekonomins önskvärdhet i jämförelse med kapitalism med avseende på motivering för innovationer.
Det är värt att notera att innovationer ofta är resultatet av ”ackumulerad kreativitet” som inte på ett enkelt och rättvist sätt kan hänföras till individer. I kapitalismen utgör patentlagar, äganderättigheter avseende intellektuell egendom, branschstrukturer och barriärer för inträde på olika marknader institutionella särdrag som belönar individuella innovatörer samtidigt som användandet av ny teknologi begränsas. Hahnel noterar i motsats till detta att ”i en deltagarekonomi kommer alla innovationer att omedelbart vara tillgängliga för alla företag”.
Albert och Hahnel har uttryckt detaljerad kritik av centralplanerade ekonomier i teori och praktik. Detta, menar de, innebär dock inte att kapitalismen därmed kommer undan. Hahnel framhåller att ”sanningen är att kapitalism förvärrar fördomar, är det mest ojämlika ekonomiska system som någonsin tänkts ut, är kraftigt ineffektivt – även om det är mycket energiskt – och är oförenligt med både ekonomisk och politisk demokrati. I dagens era när frimarknadsdogmerna har triumferat är det lämpligt att utföra en nykter utvärdering av kapitalismen och svara på Friedmans påståenden ett i sänder.”
En viktig anledning till att pareconförespråkare anser att deras system överträffar alternativen är att pareconmodellen främjar priser som effektivt speglar samhällets marginalalternativkostnader och – fördelar. Hahnel har kraftfullt argumenterat mot Milton Friedmans tendens att a priori förneka möjligheten till alternativ:
Friedman utesluter redan i sina förutsättningar, den bästa lösningen för koordinering av ekonomisk aktivitet. Han hävdar helt enkelt att ”det finns bara två sätt att koordinera miljoner människors ekonomiska aktiviteter – central styrning med inslag av tvång – och frivillig samverkan med hjälp av marknadslösningar.” […] en deltagarekonomi tillåter alla att delta i ekonomiskt beslutsfattande i proportion till den omfattning som deltagarna påverkas av utfallen. Eftersom en deltagarekonomi använder deltagarplanering och inte marknader för att koordinera ekonomiska aktiviteter vill Friedman att vi därmed måste anse att deltagarplaneringen ska hamna i kategorin ”central styrning med inslag av våld.” 

### Marknadskritik
En grundläggande anledning till att förespråkare av deltagarekonomi uppfattar marknader som orättvisa och ineffektiva är att det i en typisk marknadstransaktion bara är den enskilde köparens och den enskilde säljarens intressen som beaktas, medan övriga parter som påverkas av transaktionen inte har någon röst alls. Till exempel är försäljningen av beroendeframkallande droger såsom alkohol och tobak i säljarens och (i alla fall på kort sikt) köparens intresse, medan det är andra parter utan påverkan på transaktionen som är de som i slutänden får bära kostnader i form av sociala problem och medicinsk behandling. När fossilbränsledrivna fordon tillverkas, distribueras och säljs så är det parter utanför transaktionen som i slutändan bär kostnaderna i form av luftföroreningar och resursernas förbrukande. Marknadspriset på sådana fordon och droger inkluderar inte sådana tillkommande kostnader, vilka benämns externaliteter. Effekterna av omfattande externa effekter leder till marknaders ineffektivitet oavsett marknadsdeltagarnas ekonomiska beräkningar eftersom prissättningen under sådana omständigheter inte kommer att spegla alternativkostnader på ett korrekt sätt.
I motsats till pareconförespråkare anser konventionella ekonomer att problemen med externaliteter är relativt ovanligt förekommande och till stor del kan hanteras med hjälp av s.k. Pigovianska skatter – extra skatter på varor som genererar externa effekter. Om skatterna sätts så att kostnaden efter skatt motsvarar den sociala kostnaden för varan (produktionskostnad + kostnad för externaliteter) så kommer den producerade kvantiteten att närma sig den samhälleligt optimala nivån, enligt den ekonomiska teorin. Hahnel observerar att ”alltfler ekonomer utanför huvudfåran ifrågasätter detta antagande och ett växande antal skeptiker vågar numera föreslå att externaliteter är vanligt förekommande och ofta mycket omfattande. Eller, som E.K. Hunt uttrycker det, externaliteter är regel snarare än undantag och marknader uppträder därför ofta som om de är styrda av en ”illasinnad, osynlig fot” som tvingar oss att producera mer av vissa saker och mindre av andra saker på ett sätt som inte är socialt effektivt.
Albert och Hahnel ställer sig bakom Pigovianska skatter så länge som vi lever i ett marknadsekonomiskt system. Hahnel, som undervisar i ekologisk ekonomi, påpekar dock att i en marknadsekonomi är det förutsägbart att företag kommer att försöka undvika ”polluter pays” principen genom att flytta kostnaden för föroreningsaktiviteter till konsumenterna. I termer av incitament menar han att detta kan anses vara en positiv utveckling eftersom det straffar konsumenter för ”smutsig” konsumtion.  Samtidigt får det dock regressiva effekter eftersom studier visar att det i slutänden till stor del kommer att vara fattiga människor som får bära bördan för många av skatterna på utsläpp och föroreningar. ”med andra ord skulle många utsläppsskatter vara mycket regressiva och därför förvärra de ekonomiska orättvisorna.”
Därför föreslår han att ökade skatter på utsläpp kombineras med minskningar av andra regressiva skatter såsom socialförsäkringsskatter. I grunden menar dock Hahnel att Pigovianska skatter och andra korrigerande ”verktyg” som förespråkas av marknadsekonomer misslyckas med att hantera externaliteter på ett tillfredsställande och rättvist sätt. Han anser att dessa verktyg är oförmögna att skapa korrekta bedömningar av sociala kostnader:
“Marknader som korrigeras med hjälp av skatter på miljöföroreningar leder till en effektiv nivå av miljöföroreningar och tillfredsställer ”polluter pays” principen endast om skatterna motsvarar den skada som de drabbade upplever. Men eftersom marknader inte är incitamentskompatibla för de som genererar utsläppen eller för de som drabbas så finns inget pålitligt sätt att uppskatta vilka skattenivåer för utsläpp som är effektiva. Otydlighet kring huruvida det är utsläpparna eller de drabbade som innehar äganderätten, ”free rider” problem bland stora grupper av drabbade, och stora transaktionskostnader för att forma och upprätthålla en effektiv koalition av drabbade, vilka var för sig är drabbade i liten utsträckning och i olika grad gör sammantaget att marknadssystem är oförmögna att förmå de som drabbas av utsläpp att lämna korrekt information om de skador som de drabbas av eller att agera utifrån denna information även om den skulle vara känd.”

### Kritik av privat ägande och företag
Pareconförespråkare poängterar att grunden för kapitalismen är föreställningen om privat äganderätt, vilken tilldelar rätten att förfoga över egendom efter eget godtycke till varje ägare, även om beslut avseende viss egendom kan ha ovälkomna effekter på andra människor.
Denna föreställning utsträcker sig till att även omfatta egendom som ägs av företag. Under loppet av det sena 1800-talet och det tidiga 1900-talet började företag via en stegvis juridisk revolution betraktas som ”juridiska personer” med medborgerliga rättigheter.
Samtidigt finns det för varje företag en uppsättning ägare som har rätt att förfoga över det efter eget godtycke, eftersom människor som står utanför företaget inte har rätt att lägga sig i dess aktiviteter så länge som lagen följs. Marknadsekonomer framhåller att alla konsumenter kan påverka företag genom marknadsaktiviteter, genom att köpa och sälja varor eller t.o.m. genom att äga aktier men pareconförespråkare nöjer sig inte med detta argument eftersom ett sådant inflytande är mycket begränsat och det är svårt att organisera kollektiva konsumentaktioner i en marknadsekonomi. Deltagarekonomer anser det vara osannolikt att staten kommer att ingripa på marknaden för att främja offentlighetens intressen och tolkar den ekonomiska historien så att den demonstrerar att det är oftare tvärtom.
Stora företag, vilka besitter enorm ekonomisk makt, har en benägenhet att ingripa i staters beslutsfattande genom att öva påtryckningar för lagstiftning och beslut som främjar deras intressen eller, i många fall, genom mutor, eller genom att finansiera propagandakampanjer till stöd för de politiska kandidater eller partier som stödjer företagens intressen.
Förespråkare av deltagarekonomi framhåller att den jakt på vinst och makt som dessa företag ägnar sig åt inte är i majoriteten av medborgarnas intresse.

## Jämförelse med andra socialistiska rörelser
Även om deltagarekonomin inte avser att i första hand beskriva ett generellt politiskt system så kommer en implementering i praktiken att bero och vila på ett sådant åtföljande system. Förespråkare av deltagarekonomi menar att intentionen är att de fyra huvuddelarna i den deltagarekonomiska visionen ska implementeras i en miljö med minimal hierarki och maximal transparens i alla diskussioner och beslutsfattande. Modellen är utformad för att eliminera sekretess i ekonomiskt beslutsfattande och i stället uppmuntra vänskapligt samarbete och ömsesidigt stöd. Detta avvisande av maktstrukturer placerar parecon i den anarkistiska traditionen. Stephen Shalom har skapat ett politiskt system avsett att komplettera parecon som kallas Parpolity.
Deltagarekonomin är utformad för att undvika skapandet av mäktiga intellektuella byråkratiska eliter, något som vanligtvis uppfattas som det största problemet i de kommunistiska staterna under 1900-talet. Förespråkare av deltagarekonomi erkänner att maktbefrämjande arbete, utöver privat ägande, kan vara en källa till klassuppdelning. Därför betonas en ekonomisk analys som erkänner tre klasser; kapitalister, koordinatorer och arbetare i kontrast till den traditionella två-klass analysen inom Marxismen. Koordinatorklassen, som betonas i parecon, refererar till de som åtnjuter monopol på maktbefrämjande arbetsuppgifter och kunskap och som i dagens ekonomiska system utgörs av läkare, advokater, chefer, ingenjörer osv. Pareconförespråkare menar att Marxismen historiskt har ignorerat koordinatorernas förmåga att bilda en ny härskande klass i ett post-kapitalistiskt samhälle. 